# رانی جانسی
رانی جانسی (با نام اصلی مانیکارنیکا تمبه؛ ۱۸۲۸ یا ۱۸۳۵ – ۱۸ ژوئن ۱۸۵۸)، که با نام رانی لاکشمی‌بای نیز شناخته می‌شود، یکی از چهره‌های برجستهٔ شورش هند در سال ۱۸۵۷ بود. او همسر پادشاه ایالت شاهزاده‌نشین جانسی از ۱۸۴۳ تا ۱۸۵۳ بود و پس از آغاز درگیری‌ها، رهبری ایالت را بر عهده گرفت و در چندین نبرد علیه بریتانیایی‌ها جنگید. زندگی و اقدامات او در هند معاصر گرامی داشته می‌شود و همچنان نمادی قدرتمند از ملی‌گرایی هندی به‌شمار می‌رود.
مانیکارنیکا تمبه که در خانواده‌ای مراتی در واراناسی به دنیا آمد، در سنین کم با گنگادهار رائو، راجه جانسی، ازدواج کرد و نام رانی لاکشمی‌بای را برگزید. این زوج صاحب پسری شدند که در خردسالی درگذشت. در سال ۱۸۵۳، هنگامی که گنگادهار رائو در بستر مرگ بود، پسربچه‌ای از بستگانش به نام دامودار رائو را به فرزندی پذیرفت تا جانشین او شود. اما کمپانی هند شرقی بریتانیا، که حاکم بر جانسی بود، این جانشینی را نپذیرفت و بر اساس «سیاست انضمام» (Doctrine of Lapse) جانسی را ضمیمهٔ قلمرو خود کرد و اعتراضات شدید رانی به فرماندار کل، لرد دالهوزی، را نادیده گرفت.
در مه ۱۸۵۷، سربازان هندی مستقر در جانسی شورش کردند و بیشتر بریتانیایی‌های شهر را کشتند. نقش و دخالت رانی در این رویدادها، هم در گذشته و هم امروز، محل بحث و تردید است. او حکومت جانسی را به دست گرفت و برای مقابله با حملات ایالات همسایه، ارتشی تشکیل داد. هرچند روابطش با بریتانیایی‌ها در ابتدا بی‌طرفانه بود، آن‌ها تصمیم گرفتند با او به‌عنوان دشمن رفتار کنند. سرلشکر هیو رز در مارس و آوریل ۱۸۵۸ به جانسی حمله کرد و آن را تصرف نمود. رانی با اسب از محاصره گریخت و به دیگر رهبران شورشی در کالپی پیوست، اما نیروهای آن‌ها در ۲۲ مه شکست خوردند. شورشیان به دژ گوالیور عقب‌نشینی کردند و در همان‌جا آخرین مقاومت خود را انجام دادند؛ رانی در میدان نبرد کشته شد.
پس از پایان شورش، نام و اقدامات رانی به‌طور تنگاتنگ با جنبش‌های ملی‌گرایانهٔ هند گره خورد. افسانهٔ او، که از اسطوره‌شناسی هندو الهام گرفته بود، به دلیل عمومیت گسترده، تأثیر عظیمی بر جای گذاشت. او در جنبش استقلال‌طلبی هند به‌عنوان یک قهرمان بزرگ شناخته شد و در هند معاصر همچنان مورد احترام است، هرچند برخی جوامع دالیت دیدگاهی منفی نسبت به او دارند. زندگی رانی لاکشمی‌بای بارها در آثار هنری، سینما و ادبیات به تصویر کشیده شده است؛ از جمله در شعر مشهور «رانی جانسی کی» (۱۹۳۰) و رمان رانی لاکشمی‌بای جانسی اثر ورینداوان لال ورما (۱۹۴۶).